# مشعل الجاسر
مشعل الجاسر (13 سبتمبر 1978 -)، مذيع وممثل كويتي.

## عن حياته
حاصل على شهادة بالتربية الرياضية من «كلية التربية الأساسية» التابعة للهيئة العامة للتعليم التطبيقي والتدريب، وعمل بعد تخرجه كمدرس تربية بدنية لفترة قصيرة انتقل بعدها إلى وزارة الإعلام حيث عمل كمذيع في الإذاعة لمدة ثلاث سنوات وأول برنامج قدمه «لعبة الشطار» وفي بداية عمله في تلفزيون الكويت كان يقوم بتقديم الأخبار الاقتصادية، ثم انتقل إلى تقديم البرامج المنوعة. وفي عام 2005 ترك تقديم البرامج وانتقل إلى التمثيل، وكانت البداية في مسلسل عذاري، وتوالت بعدها أعماله التمثيلية. وفي عام 2012 أعلن عن اعتزاله العمل الفني والالتزام دينيا .بعد تصويره لمسلسله الأخير غصن مكسور الذي عرض عام 2013.

## أعماله

### المسلسلات
| سنة الإنتاج | اسم المسلسل                            | الشخصية |
| ----------- | -------------------------------------- | ------- |
| 2005        | عذاري                                  |         |
| 2005        | غربة مشاعر                             |         |
| 2006        | بين الهدب دمعة                         |         |
| 2007        | شمس ونهار                              |         |
| 2007        | الدروازة                               |         |
| 2008        | البارونات                              |         |
| 2008        | هذيان الطين                            |         |
| 2009        | وعاد الماضي                            |         |
| 2009        | رسائل من صدف                           |         |
| 2010        | رصاصة رحمة                             |         |
| 2010        | للحياة ثمن                             |         |
| 2010        | السندباد بن حارب                       |         |
| 2010        | إخوان مريم                             |         |
| 2011        | قصة هوانا 2 - حلقة الجاني والمجني عليه |         |
| 2011        | كل يوم سالفة                           |         |
| 2011        | جفنات العنب                            |         |
| 2012        | اليحموم                                |         |
| 2012        | أيام العمر                             |         |
| 2013        | غصن مكسور                              |         |

### في المسرح
| سنة الإنتاج | المسرحية            | الشخصية |
| ----------- | ------------------- | ------- |
| 2006        | ولد الوالي والحمالي |         |
| 2007        | الأبطال الستة       |         |

### تقديم البرامج
| سنة الإنتاج | البرنامج      | عرض على           |
| ----------- | ------------- | ----------------- |
| 2003        | لعبة الشطار   | إذاعة دولة الكويت |
| 2004        | الكنز المفقود | تلفزيون الكويت    |

## جوائز
- (2009):أفضل ممثل دور ثان في مهرجان «المميزون في رمضان»  الكويت[7]

## روابط خارجية
- مشعل الجاسر على موقع قاعدة بيانات الأفلام العربية